# 加藤昇 (建築家)
加藤 昇（かとう・のぼる、1948年 -　）は日本の建築家。東京都建築士事務所協会会長代行・副会長。安井建築設計事務所同企画部部長。東京都建築士事務所協会文京支部副会長
静岡県生まれ。1971年 日本大学生産工学部建築工学科卒業。1971年から1992年まで日本鉄道建設公団勤務。1992年 株式会社安井建築設計事務所に移籍。